# بلورینگی
پیشرفت تاریخی :
به لحاظ تاریخی، مطالعه بلور در پلیمر ها به اثبات نظریه ماکرومولکولی کمک شایانی کرده است. در اوایل قرن بیستم مطالعات اشعه X برای اولین بار بر روی ساختار بلور ها انجام شد، دانشمندان که اندازه سلول های پلیمر در حدود چند آنگستروم است و در مواد آلی ، هر سلول واحد بیش از چند مولکول در خود جای نمیدهد. پس از از طرح نظریه اشتودینگر و نتایج فوق، دانشمندان این سوال را مطرح کردند که اگر واقعا پلیمر ها از زنجیره های طویل ساخته شده اند پس چگونه می توان زنجیره های پلیمری را در سلول واحد(unit cell) جای داد؟ بعد ها مارک  (Mark) و همکارانش نشان دادند که سلول واحد تنها چندین مِر را در خود جای دهدو مر های مجاور امتداد می یابند . مارک نشان داد که فاصل ه هر دو اتصال درون یک سلول و بین سلول ها توسط اتصالات کووالانسی پزر می شود.( برای اتصال کربن ـ کربن این فاصله برابر 1.5 آنگستروم است.)
از اولن ساختار های مورد مطالعه سلوز پلی ساکارید طبیعی بود. واحد تکراری این پلیمر شامل ۲ حلقه گلوگزی است. شکل زیر ساختار کلی سلول واحد سلولز را نشان می دهد. 

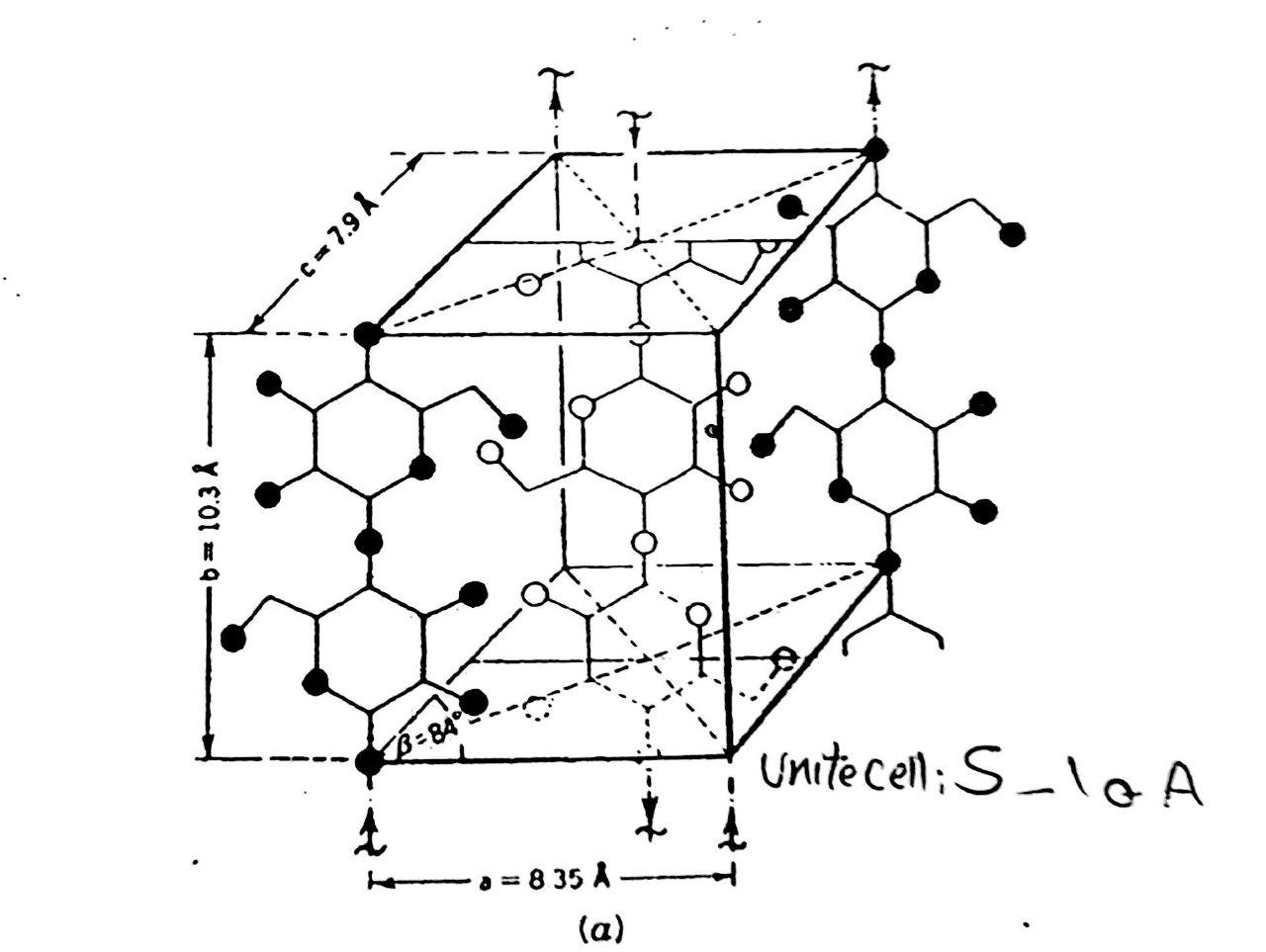

هنگامی که به پلیمرها اعمال می شود ، اصطلاح کریستالی یک استفاده تا حدودی مبهم است. در برخی موارد ، مدت زمان بلورین استفاده یکسان را برای استفاده در بلورشناسی معمولی پیدا می کند. به عنوان مثال ، ساختار یک پروتئین کریستالی یا پلی نوکلئوتید ، مانند یک نمونه آماده برای بلورشناسی اشعه ایکس ، ممکن است از لحاظ یک سلول واحد معمولی متشکل از یک یا چند مولکول پلیمری با ابعاد سلولی صدها نفر از آنگستروم تعریف شده و یا بیشتر. پلیمر مصنوعی ممکن است آزادانه به عنوان کریستالی توصیف شود  اگر آن را شامل مناطق سه بعدی سفارش در اتمی (به جای macromolecular) مقیاس طول ، معمولا ناشی از intramolecular تاشو و/یا انباشته از زنجیر مجاور. پلیمرهای مصنوعی ممکن است از هر دو مناطق کریستالی و آمورف تشکیل شده باشند; درجه بلورینگی ممکن است از لحاظ کسر وزن یا کسر حجمی مواد بلوری بیان شود. بلورینگی  پلیمرها  از روی درجه بلورینگی آنها شناخته می شود که می تواند مقدار صفر براي يك پليمر كاملا غير بلوری به يك پليمر تئوريک كاملاً بلوری باشد. پلیمرها با مناطق میکروبلوری به طور کلی چقرمه هستند (می توانند بدون شکستن خم شوند) و مقاوم تر نسبت به پلیمرهای کاملا آمورف.  پلیمرها با درجه بلورینگی نزدیک به صفر یا یکی از آنها تمایل به شفاف ، در حالی که پلیمرها با درجه متوسط از بلورینگی تمایل به به دلیل پراکندگی نور توسط مناطق کریستالی یا شیشه ای مات می شود. برای بسیاری از پلیمرها ، کاهش بلورینگی نیز ممکن است با افزایش شفافیت همراه باشد.

کانفورماسیون زنجیره
برخی ازفضای اشغال شده توسط یک مولکول پلیمر است به طور کلی از نظر شعاع gyration (شعاع ژیراسیون)  بیان  میشود  که  با نماد {\displaystyle {R_{g}}} نشان می دهند و برابر است با : فاصله متوسط از مرکز جرم زنجیره ای به خود زنجیره ای است. متناوبا  ممکن است از نظر حجم فراوان بیان شده است . که از رابطه روبرو قابل محاسبه است.  {\displaystyle {R_{g}}={\frac {r_{0}^{2}}{6}}}
پلیمر ها دارای نواحی کریستال در ساختار خود هستند. در واقع بلور ها ،مولکول های دارای نظم و جهت گیری خاصی هستند،در حالی که در مواد آمورف،مولکول ها بی نظم بوده و به صورت راندم در هم قرار گرفته اندو فاقد بلور هستند. دمایی که در آن نواحی کریستالی شروع به ذوب می کنند، دمای ذوب (Tm) نامیده می شود.
ماده آمورف چون شبکه بلورین ندارد ، نقطه ذوب(Tm) ندارد. و ماده به تدریج نرم می شود و به سیال تبدبل می شود. در واقع برای مواد آمورف به جای دمای ذوب ، دمای نرم شوندگی(Tf) تعریف می شود.

سینتیک بلور
تبلور به طور معمول در دمای ثابت انجام میشود. به امنظور ایجاد بلور ، ابتدا هسته گذاری صورت می گیرد وپس از آن فرآیند رشد هسته ها صورت می گیرد. که در این مرحله مولکول ها در اطراف هسته ها جمع شده و سبب رشد هسته ها می شود. دمای مناسب برای تبلور بین Tg و Tm برای پلیمر نیمه کریستال است.زیرا در بالای دمای Tm جنبش مو لکولی بسیار بالاست به طوری که کنار هم قرار گرفتن و منظم شدن آنها به منظور تشکیال بلور بسیار سخت است.و در زیر Tg نیز حرکت مولکولی متوقف می شود و انرژی لازم برای منظم شدن و آرایش یافتن وجود ندارد.

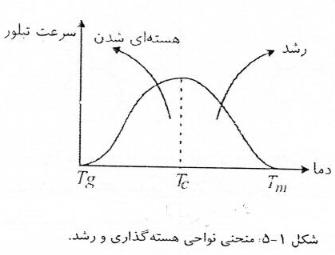
منحنی نواحی هسته گذاری و رشد

در بررسی فرآیند رشد و تشکیل کریستال ۲ مورفولوژی بررسی می گردد:

1- گویچه(Sphrulite):
در این مورفولوژی هسته ها به صورت شعاعی رشد می کنند و به شکل دایره هستند. فرآیند رشد ادامه می یابدو در نهایت دایره ها به هم می رسند. رشد اسفرولایت ها در جهت ایجاد نظم بیشتر و رسیدن به حداکثر پایداری است.
چنانچه دمای بهینه سازی کریستالیزاسیون Tc فرض شود و فرآیند کریستالیزاسیون در دماهای T2>Tc و T1<Tc صورت گیرد، در این حالت اسفرولایت های حاصل در دمای T2 ( دمای بیشتر)، درشت تر و در دمای T1 ( دمای کمتر) ریز تر خواهند بود. زیرا T1 به Tg نزدیک تر استو هسته گذاری بیشتر و  مرحله رشد کمتر پیش می رود و در نتیجه اندازه اسفرولایت ها ریز تر خواهد بود. به همین ترتیب T2 به Tm نزدیکتر است و هسته گذاری کمتر و رشد بیشتر است و منجر به درشت تر شدن اسفرولایت ها می شود. هر چه اندازه اسفرولایت ها بزرگتر باشد، نیرو را بیشتر جذب کرده و شکننده تر خواهد بود ولی ماده دارای اسفرولایت کوچکتر دارای مقاومت ضربه ای بالاتر بوده و با ضربه های قوی تر شکسته تر می شود.به طور کلی بلور شکننده تر از آمورف است.

رشد اسفرولایت(گویچه)

به طور کلی کریستال ها به علت شکست نور و عدمعبور آن، سبب کدر شدن نمونه می شود. اما با کاهش اندازه اسفرولایت ها می توان به ماده کریستالی رسید. مانند پلی اتیلن که به علت ریز بودن اندازه کریستال ها ،شفاف است.

با افزایش اندازه اسفرولایت ها ، به علت کاهش فضا ها و افزایش درصد کریستال ها ،دمای انتقال شیشه ای(Tg) افزایش می یابد، با افزایش تعداد هسته ها،اندازه، اسفرولایت ها کاهش مییابد. 

2-تک بلور(Single Crystal):

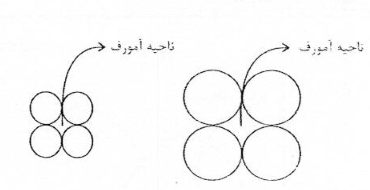
Amorph area

چنانچه غلظت بسیار پایین باشد( کمتر از ۱٪) با سرد کردن و تبخیر شدن حلال، تک بلور تشگیل خواهد شد. در محلول رقیق،امکان شرکت همه ی مولکول ها در یک واحد سلوللی فراهم شده و تک بلور ایجاد می شود. مانند: نمک طعام.

تئوری های سینتیک بلور:

۱- تئوری کیت -پادن:
این تئوری ارتباط ضریب نفوذ و سرعت رشد را بیان می کند:{\textstyle \delta ={\tfrac {D}{G}}}در این رابطه D ضریب نفوذ ماده ناخالصی در مذاب،G سرعت رشد شعاعی اسفرولایت ها می باشد.
2-تئوری آورامی:
این تئوری به بررسی احتمالتشکیل کریستال می پردازد.
{\displaystyle [{\frac {v-v{}_{\infty }}{{v_{0}}-{v_{\infty }}}}=\exp \left[{-k{t^{z}}}\right]}.  در این رابطه Z می تواند مقادیر 1،2،3،4 را داشته باشد.

{\displaystyle [{\frac {{V_{t}}-{V_{\infty }}}{{V_{0}}-{V_{\infty }}}}]={\frac {{h_{t}}-{h_{\infty }}}{{h_{0}}-{h_{\infty }}}}\Rightarrow \ln \left[{-\ln \left({\frac {h-{h_{\infty }}}{{h_{0}}-{h_{\infty }}}}\right)}\right]=\ln k+z\ln t]}
با دو بار لگاریتم طبیعی گرفتن از رابطه بالا، رابطه زیر به دست می آید و می تواند بدین ترتیب مقدار Z را که در توان قرار گرفته بدست آورد:
{\displaystyle ln\left[{-\ln \left({\frac {V-{V_{\infty }}}{{V_{0}}-{V_{\infty }}}}\right)}\right]=\ln k+z\ln t}
با توجه به مقادیر مختلف، Z می تواند مقادیر مختلفی داشته باشد:
الف) Z=4 : هسته گذلری همگن و رشد می تواند در ۳ جهت(کروی) صورت گیرد.
ب) Z=3 : هسته گذاری همگن و رشد در ۲ جهت ( دیسکی) و یا هسته گذاری ناهمگن و رشد در ۳ جهت (کروی) صورت می گیرد.
ج) Z=2 : هسته گذاری همگن و رشد در یک جهت (خطی) و یا هسته گذاری ناهمگن و رشد در ۲ جهت (دیسکی) صورت می گیرد.
د) Z=1: هسته گذاری ناهمگن و رشد در یک جهت (خطی) صورت می گیرد.
عوامل مؤثر بر تبلور:
1- تقارُن:
هر چه مولکولی متقارن تر باشد . درصد تبلورافزایش یافته و در نتیجه Tm افزایش می یابد. به عنوان مثال پلی وینیلیدین کلراید از پلی وینیل کلراید متقارن تر است.

2- وجود گروه های جانبی حجیم :

symmetry

وجود گروه های جانبی سبب ممانعت در نزدیک شدن زنجیر ها به هم شده و باعث کاهش میزان کریستالیزاسیون می شود.به طور مثال گروه های حجیم در پلی استایرن سبب شده تا نزدیک شدن زنجیر ها امکان پذیر نباشد و این پلیمر ۱۰۰٪ آمورف می باشد.در حالی که پلی اتیلن دارای چنین گروهی نیست تا درصد بسیار بالایی کریستاله می شود.
۳- اثر وزن مولکولی:

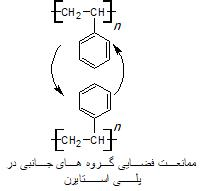

با افزایش طول زنجیر،کریستالیزاسیون در دمای بالاتری صورت می گیرد و Tg افزایش می یابد. که با رابطه زیر بیان می شود. یابد.
{\displaystyle {\frac {1}{T_{m}}}-{\frac {1}{\mathop {T} \nolimits _{m}^{\infty }}}={\frac {2R{M_{0}}}{\Delta {H_{u}}{M_{n}}}}}
- در رابطه بالا Tm دمای ذوب پلیمر با متوسط وزن مولکولی {\textstyle {\overline {M_{n}}}} (بر حسب کلوین) ،{\displaystyle T{\overset {\infty }{m}}}، دمای ذوب پلیمر مولکولی بی نهایت، {\displaystyle M_{0}}وزن مولکولی واحد های مونومری،R،ثابت گازها و {\displaystyle \Delta \mathrm {H} _{n}}گرمای تشکیل کریستال به ازای یک مول واحد های پلیمری می باشد.

۴- اثر کومونومر در کوپلیمریزاسیون راندم روی TM:
- 'کوپلیمریزاسیون به طور معمول منجر به کاهش Tm میشود. زیرا با قرار گرفتن در بخش های قابل کریستال،این بخش ها را کوچک مینمایند که این کاهش از رابطه زیر محاسبه می گردد.

- در رابطه بالا {\textstyle \chi _{A}} کسر مولی مونومر قابل کریستال در کوپلمر می باشد.

۵- اثر حلال و نرم کننده:
حلال ها و نرم کننده ها منجر به کاهش Tm l می شود. که این کاهش از رابطه زیر محاسبه میگردد.
{\displaystyle [{\frac {1}{T_{m}}}-{\frac {1}{T_{m}^{\infty }}}={\frac {-RVu}{{\rm {\Delta }}{H_{u}}{V_{1}}}}({\phi _{1}}-{\chi _{1}}\phi _{1}^{2})]}
Vu حجم تکراری واحد پلیمری ،V1 حجم مولی نرم کننده یا حلال {\textstyle \phi _{1}}،کسر حجمی نرم کننده یا حلال و {\textstyle \chi _{1}}پارامتر برهمکنش پلیمر و حلال ( یا پلیمر و نرم کننده) می باشد.
پارامتر {\textstyle \chi _{1}}برای حلال های خیلی خوب،منفی است و تا ۰٫۵۵ برای حلال های بسیار ضعیف افزلیش می یابد. حلال های خوب منجر به افزایش Tm می گردد.
در بررسی کریستالیزاسیون 2 تئوری مطرح می شود که عبارتند از:

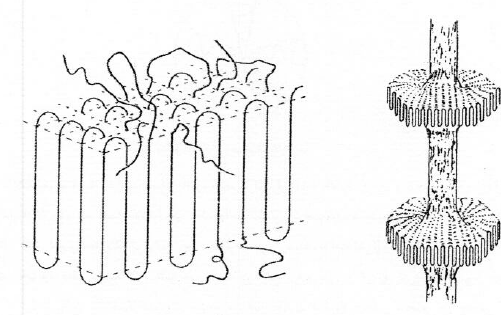
مدل زنجیرتا خورده

۱- تئوری مایسول های مورب (Fringed Micells) :

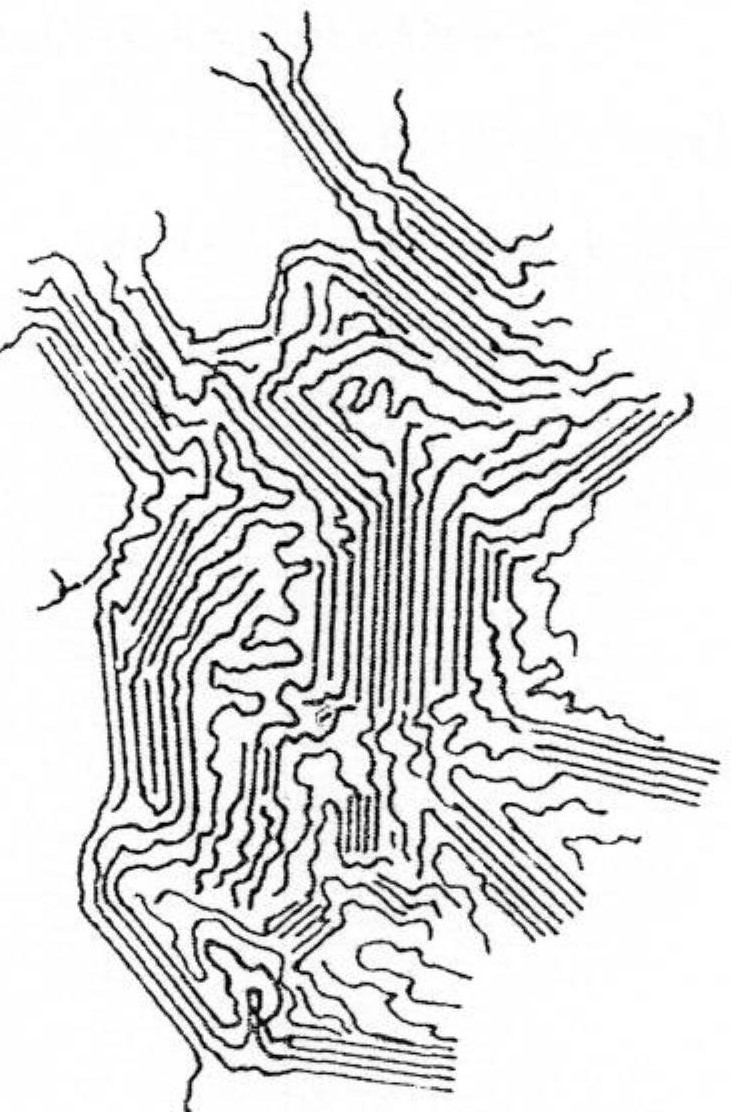

مولکول  پلیمر در حالت معمول به صورت مار پیچ هستند.براساس این مدل مانند شکل زیر ، زنجیر پلیمری به طور متناوب از نواحی آمورف و بلورین عبور می کند.در نواحی بلورین زنجیره ها به صورت موازی و منظم با فاصله کم از هم قرار می گیرند. در واقع شبکه های بلورین در یک ماتریس آمورف غوطه ور شده اند. 
مدل مایسل های مورب مربوط به زنجیر های کوتاه است.

 بر اساس نطالعات انجام شده مشخص شد که برخی از پلیمر ها تا حدودی بلوری اند. با توجه به نقایص موجود در ساختمان بلور پلیمر ها و نیز کوچک بودن نواحبی بلوری در پلیمر و با درنظر گرفتن این نکته که زنجیر پلیمری از چندین سلول عبور می کند و به علت وزن مولکولی بالا ، زنجیره های مولکولی حتی از زنجیره های بلورین طویل تر هستند. مدل مایسل های موزب برای نمایش داخلی ساختمان های پلیمر های نیمه بلورین پیشنهاد گردید. بر اساس این مدل بلور ها طولی در حدود {\displaystyle A^{0}}۱۰۰ دارند.
۲- تئوری زنجیر های تا خورده(Chain Folding):
این تئوری بیان می کند که زنجیر های پلیمری با هم موازی نمی شوند. بلکه یک زنجیر پلیمری خود تاه خورده و با بخش های خودش موازی می شود.
بر اساس این مدل،ناحیه آمورف نه تنها قسمتی از زنجیر است که در بلور قرار نگرفته، زنجیرها،بلکه فضای بین قوس ها در بالا و پایین ،که به علت ممانعت فضایی گروه های جانبی ایجاد شده، را نیز شامل می شود.
- Oxford dictionary of science,1999,ISBN 0-19-280098-1